# Veigy-Foncenex
Veigy-Foncenex [veʒi fɔ̃snɛ] est une commune française située dans le département de la Haute-Savoie, en région Auvergne-Rhône-Alpes. La commune appartient à Thonon Agglomération et à l'agglomération transfrontalière du Grand Genève.

## Géographie

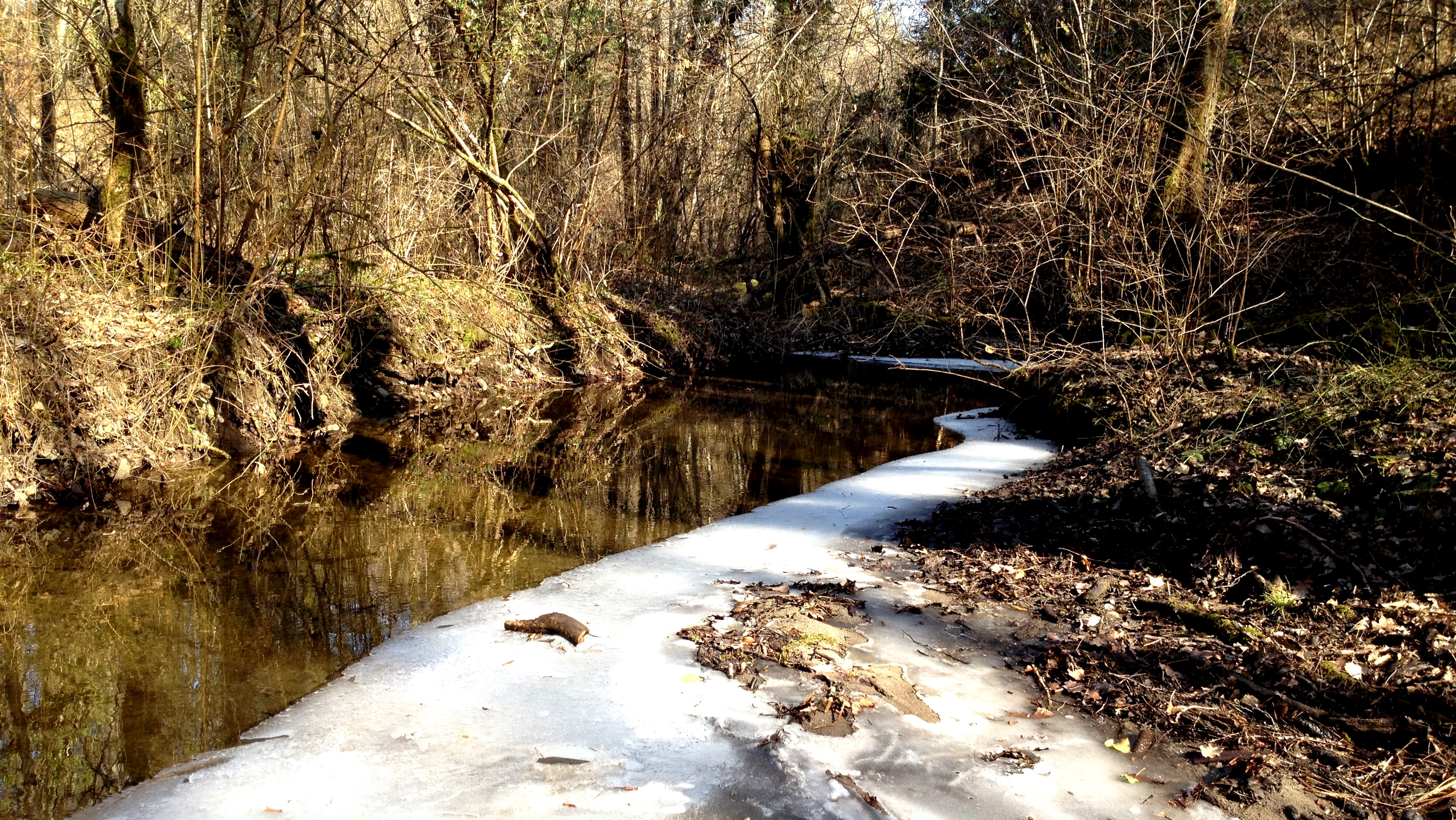
Le Marnot, un affluent de l'Hermance.

### Localisation
Veigy-Foncenex s'étend en bordure de la frontière suisse, à l'ouest de la plaine du Chablais français et se situe à 11 km de Genève, 18 km de Thonon-les-Bains et 17 km d'Annemasse. Le lac Léman est à moins de 2 km.

### Géologie et relief
La commune a une superficie de 1 299 hectares dont 485 ha de forêts, 535 ha pour l'agriculture et 279 ha pour l'espace bâti.

### Climat
Le climat est tempéré chaud.

### Voies de communication et transports
Veigy-Foncenex est traversée par la route départementale 1005 (D 1005).
La commune est desservie par les lignes de bus G et G+ des Transports publics genevois (TPG) et les cars opérés par Thonon Agglomération de la ligne 271 la desservent sur l'axe Genève - Douvaine - Thonon.

## Urbanisme

### Typologie
Au 1er janvier 2024, Veigy-Foncenex est catégorisée bourg rural, selon la nouvelle grille communale de densité à sept niveaux définie par l'Insee en 2022.
Elle appartient à l'unité urbaine de Veigy-Foncenex, une unité urbaine monocommunale constituant une ville isolée,. Par ailleurs la commune fait partie de l'aire d'attraction de Genève - Annemasse (partie française), dont elle est une commune de la couronne,. Cette aire, qui regroupe 158 communes, est catégorisée dans les aires de 700 000 habitants ou plus (hors Paris),.

### Occupation des sols
L'occupation des sols de la commune, telle qu'elle ressort de la base de données européenne d’occupation biophysique des sols Corine Land Cover (CLC), est marquée par l'importance des territoires agricoles (43,2 % en 2018), en diminution par rapport à 1990 (46,1 %). La répartition détaillée en 2018 est la suivante : 
forêts (35,3 %), terres arables (25,8 %), zones urbanisées (19,9 %), zones agricoles hétérogènes (17,4 %), zones humides intérieures (1,6 %).
L'IGN met par ailleurs à disposition un outil en ligne permettant de comparer l’évolution dans le temps de l’occupation des sols de la commune (ou de territoires à des échelles différentes). Plusieurs époques sont accessibles sous forme de cartes ou photos aériennes : la carte de Cassini (XVIIIe siècle), la carte d'état-major (1820-1866) et la période actuelle (1950 à aujourd'hui).

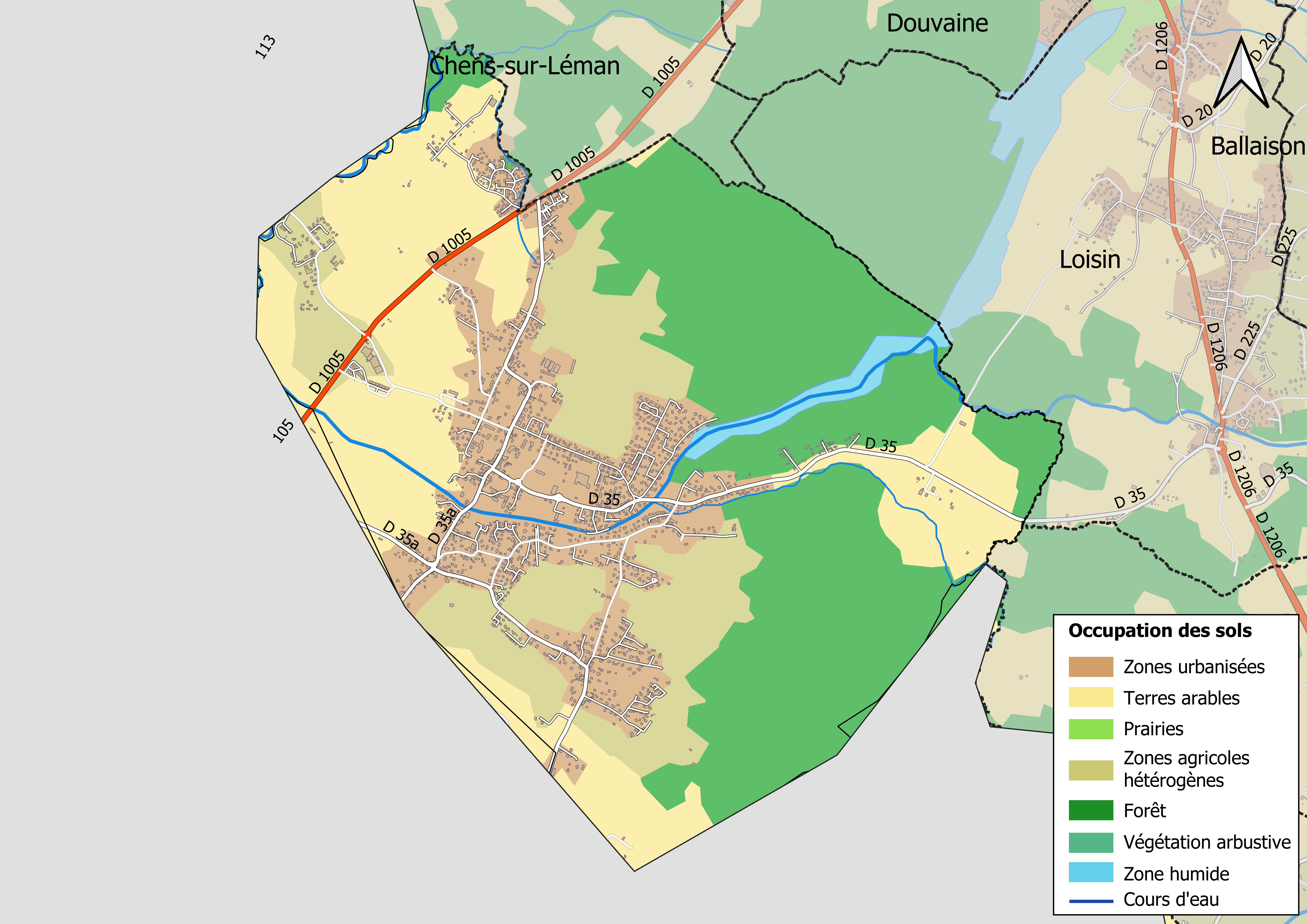
Carte des infrastructures et de l'occupation des sols en 2018 (CLC) de la commune.
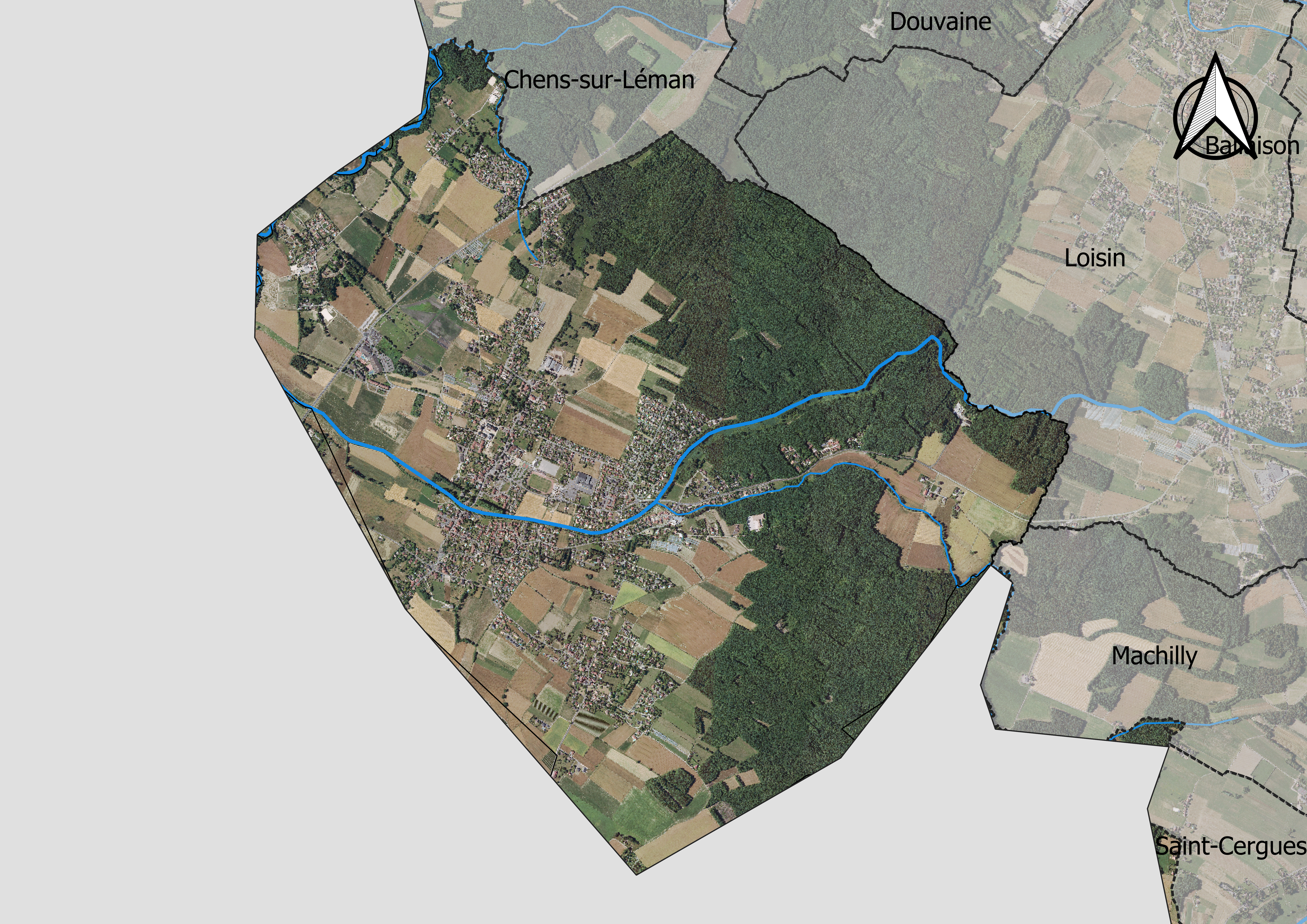
Carte orthophotogrammétrique de la commune.

### Morphologie urbaine
Veigy-Foncenex est composée de plusieurs hameaux : Veigy-village, Foncenex, Crevy et les Verrières.
Le paysage des communes de la plaine du Bas-Chablais est en mutation et évolue vers des formes d'urbanisation diffuse. La construction de nombreux lotissements, la multiplication des zones commerciales et l'élargissement des principaux axes routiers tendent à uniformiser le paysage et lui à lui faire perdre son caractère rural. Néanmoins, le syndicat intercommunal d'aménagement du Chablais a élaboré le schéma de cohérence territoriale du Chablais qui doit permettre de mieux gérer l'aménagement du territoire en protégeant et en valorisant le patrimoine naturel et les espaces agricoles de cette région.

### Logement
En 2020, le nombre total de logements dans la commune était de 2533, alors qu'il était de 1297 en 1999.
Parmi ces logements, 68,8% étaient des résidences principales, 22,9% des résidences secondaires et 8,3 % des logements vacants. Ces logements étaient pour 55,3 % d'entre eux des maisons individuelles et pour 44,5 % des appartements,
La part des ménages propriétaires de leur résidence principale s'élevait à 75,9 %.

## Toponymie
Le plus ancien document faisant mention de Veigy remonte à 1287 : il s'agit d'une ordonnance du gouverneur du château de l'Ile de Genève, enjoignant au châtelain de Ballaison de se dessaisir en faveur de Laurent Syord, citoyen de Genève, de biens possédés à « Veygier ». D'origine incertaine, ce toponyme pourrait provenir de « Velgiacus » ou la villa de Velgius, grand propriétaire terrien qui, à l'époque gallo-romaine, possédait une exploitation agricole à proximité du lac Léman.
Selon la graphie savoyarde de Conflans, le toponyme s'écrit Vêzhi-Fonsné en savoyard.

## Histoire

### Période préhistorique
Veigy a été peuplée dès l'arrivée des premiers hommes dans le Bas-Chablais ; d'ailleurs plusieurs outils en silex ont été retrouvés et sont exposés à Genève.

### Période antique
Veigy se trouve dans le domaine des Allobroges puis ces derniers ont été vaincus et occupés par les Romains, cela a été la période d'or pour également tout le Chablais car le commerce en a été très simplifié. Pendant cette période Veigy est le lieu de domaine romain sur la route en direction de Genève.

### Période médiévale
Veigy a été par la suite à l'intérieur de l'Empire franc puis du duché de Savoie. Le château fut saccagé par les Bernois lors de leur dernière invasion pour éviter qu'il serve aux Savoyards lors d'une autre guerre. Lors de l'invasion espagnole, une dizaine de leurs hommes.

### Période post-révolutionnaire et révolutionnaire
Entre 1780 et 1837, Veigy-Foncenex fait partie de la province de Carouge, division administrative des États de Savoie, avant d'être rattachée à la province du Chablais (1837-1860).
En 1792, Veigy fut envahi par les forces révolutionnaires et fit partie du département du Mont-Blanc puis du Léman lors de l'invasion de Genève. En 1795, les deux communes autonomes de Veigy et de Foncenex sont réunies.
Quelques Veigyciens prennent part aux guerres napoléoniennes, dont principalement le général Chastel (1774-1826), natif de Veigy.
En 1803, la paroisse de Veigy est incorporée à celle de Foncenex.

### Période contemporaine
Le traité de Turin de 1816 retire une partie du territoire de Veigy pour augmenter celui des communes d'Anières, Corsier et de la future commune de Gy (créée en 1850)[réf. nécessaire]. Aux termes de même traité, le territoire subsistant de Veigy est incorporé à la « zone sarde », zone de libre-échange avec la Suisse qui deviendra après 1860 et le rattachement de la Savoie à la France la zone franche de la Haute-Savoie toujours en vigueur aujourd'hui.
Lors des débats sur l'avenir du duché de Savoie, en 1860, la population est sensible à l'idée d'une union de la partie nord du duché à la Suisse. Une pétition circule dans cette partie du pays (Chablais, Faucigny, Nord du Genevois) et réunit plus de 13 600 signatures, dont 131 pour la commune. Le duché est réuni à la suite d'un plébiscite organisé les 22 et 23 avril 1860 où 99,8 % des Savoyards répondent « oui » à la question « La Savoie veut-elle être réunie à la France ? ».
Les Veigyciens se battirent pour la France dans l'enfer des tranchées, mais également durant la Seconde Guerre mondiale, et les guerres d'Indochine et d'Algérie.
Pendant l'Occupation, pour sauver des juifs et tous ceux qui étaient traqués par les nazis, l'abbé Jean Rosay, prêtre du village voisin de Douvaine, organisa un réseau de passage vers la Suisse avec l'aide de plusieurs personnes et notamment d'habitants de Veigy : Joseph Lançon, sa fille Thérèse et François Perillat. Le 16 mai 1989, Yad Vashem leur a décerné le titre de Juste parmi les Nations.

## Politique et administration

### Situation administrative
La commune de Veigy-Foncenex, au lendemain de l'Annexion de 1860, par décret du 20 décembre 1860, passe du canton d'Annemasse au canton de Douvaine,. Elle appartient, depuis 2015, au canton de Sciez, qui compte selon le redécoupage cantonal de 2014 25 communes.
La commune est membre, avec dix-sept autres, de la communauté de communes du Bas-Chablais puis à partir du 1er janvier 2017 à Thonon Agglomération.
Veigy-Foncenex relève de l'arrondissement de Thonon-les-Bains et de la cinquième circonscription de la Haute-Savoie, dont la députée est Marion Lenne (LREM) depuis les élections de 2017.

### Liste des maires
| Période                                  | Période                    | Identité                   | Étiquette | Qualité                                                                                 |
| ---------------------------------------- | -------------------------- | -------------------------- | --------- | --------------------------------------------------------------------------------------- |
| 1908                                     | août 1930 (décès)          | Jérémie Rossiaud           | Rad.      | Négociant en vins Conseiller général du canton de Douvaine (1919 → 1928)                |
| septembre 1930                           | 1940 [réf. nécessaire]     | Jean Trolliet              |           |                                                                                         |
| Les données manquantes sont à compléter. |                            |                            |           |                                                                                         |
| 1944                                     | octobre 1947               | Fernand Rossiaud           | SFIO      | Négociant en vins Conseiller général du canton de Douvaine (1945 → 1949)                |
| octobre 1947                             | mars 1959                  | Albert Gantin              |           |                                                                                         |
| mars 1959                                | mars 1965                  | Fernand Rossiaud           | SFIO      | Négociant en vins                                                                       |
| mars 1965                                | mars 1983                  | Henri Yaggi (1910-2007)    |           |                                                                                         |
| mars 1983                                | mars 2001                  | Laurent Gualtieri          | app. PCF  |                                                                                         |
| mars 2001                                | mars 2014                  | Jean Neury (1946- )        | DVD       | Retraité de la fonction publique Conseiller général du canton de Douvaine (2011 → 2015) |
| mars 2014                                | mars 2020                  | Bernard Coder (1950- )     | DVD       | Retraité Conseiller communautaire de Thonon Agglomération                               |
| mars 2020                                | En cours (au 15 mars 2020) | Catherine Bastard (1964- ) | DVD       | Infirmière                                                                              |
| Les données manquantes sont à compléter. |                            |                            |           |                                                                                         |

### Jumelages
La ville de Veigy-Foncenex n'est jumelée avec aucune commune.

## Population et société

### Démographie
Ses habitants sont appelés les Veigyciennes et les Veigyciens.
En 2010, la population totale est estimée à 3 650 habitants, selon l'Insee.
L'évolution du nombre d'habitants est connue à travers les recensements de la population effectués dans la commune depuis 1793. Pour les communes de moins de 10 000 habitants, une enquête de recensement portant sur toute la population est réalisée tous les cinq ans, les populations de référence des années intermédiaires étant quant à elles estimées par interpolation ou extrapolation. Pour la commune, le premier recensement exhaustif entrant dans le cadre du nouveau dispositif a été réalisé en 2004.

En 2022, la commune comptait 4 035 habitants, en évolution de +13,28 % par rapport à 2016 (Haute-Savoie : +6,01 %, France hors Mayotte : +2,11 %).
| 1793 | 1800 | 1806 | 1822 | 1838  | 1848  | 1858 | 1861 | 1866 |
| ---- | ---- | ---- | ---- | ----- | ----- | ---- | ---- | ---- |
| 585  | 713  | 738  | 843  | 1 125 | 1 110 | 928  | 868  | 881  |

| 1872 | 1876 | 1881 | 1886 | 1891 | 1896 | 1901 | 1906 | 1911 |
| ---- | ---- | ---- | ---- | ---- | ---- | ---- | ---- | ---- |
| 864  | 812  | 823  | 841  | 828  | 801  | 789  | 804  | 775  |

| 1921 | 1926 | 1931 | 1936 | 1946 | 1954 | 1962 | 1968 | 1975  |
| ---- | ---- | ---- | ---- | ---- | ---- | ---- | ---- | ----- |
| 805  | 837  | 812  | 796  | 726  | 750  | 746  | 847  | 1 396 |

| 1982  | 1990  | 1999  | 2004  | 2006  | 2009  | 2014  | 2019  | 2022  |
| ----- | ----- | ----- | ----- | ----- | ----- | ----- | ----- | ----- |
| 1 935 | 2 405 | 2 502 | 2 910 | 3 009 | 3 430 | 3 409 | 3 919 | 4 035 |

En 2010, la commune indique accueillir 1 593 frontaliers sur son territoire, permettant au département de recevoir en échange 1 647 129 € au titre de la 38e tranche de la compensation financière genevoise.
Selon une étude de l'Observatoire statistique transfrontalier de 2013, la commune accueillerait 460 ménages qui sont à la fois bi-actifs et bi-frontaliers.

### Enseignement
- École maternelle publique Joseph-Lançon.
- École élémentaire publique François-Perillat.

### Médias

#### Radios et télévisions
La commune est couverte par des antennes locales de radios dont France Bleu Pays de Savoie, ODS Radio, Radio Chablais… Enfin, la chaîne de télévision locale 8 Mont-Blanc diffuse des émissions sur les pays de Savoie. Régulièrement l'émission La Place du village expose la vie locale. France 3 et sa station régionale France 3 Alpes peuvent parfois relater les faits de vie de la commune.

#### Presse et magazines
La presse écrite locale est représentée par des titres comme Le Dauphiné libéré, L'Essor savoyard, Le Messager - édition Chablais, le Courrier savoyard.

### Manifestations culturelles et festivités
Au printemps de chaque année, la troupe du foyer Saint-Georges donne plusieurs représentations théâtrales.

### Sports
- Le C.S.V. (Club Sportif Veigy), club de football créé en 1941 et dont les équipes sont présentes dans toutes les catégories de U7 à vétérans.
- Tennis Club Veigy.
- Tonic Gym Veigy.
- Les traînes la grolle, club de course à pied.
- David Lloyd Veigy-Foncenex[30]
- Geneva Polo Club[31]
- Le Damier (théâtre mais aussi salle de danse)[32]

## Économie

### Revenus de la population et fiscalité
En 2010, le revenu net déclaré moyen par foyer fiscal était de 48 331 € et 47,9 % des foyers fiscaux étaient imposables.

### Emploi
En 2010, la population âgée de 15 à 64 ans s'élevait à 2 398 personnes, parmi lesquelles on comptait 76,3 % d'actifs dont 71 % ayant un emploi et 5,3 % de chômeurs.

### Entreprises et commerces
Au 31 décembre 2011, Veigy-Foncenex comptait 157 établissements : 14 dans l'agriculture, sylviculture et pêche, 6 dans l'industrie, 10 dans la construction, 100 dans le commerce-transports-services divers et 27 étaient relatifs au secteur administratif.
En 2012, 14 entreprises ont été créées à Veigy-Foncenex.

## Culture locale et patrimoine

### Lieux et monuments
- L’église Saint-Georges, vraisemblablement édifiée au Moyen-Âge dans sa version première, elle a été reconstruite entre 1717 et 1729. Le retable du maître-autel, de style baroque, a été sculpté en 1729 et a été classé monument historique en 1973.
- Le château de Veigy, propriété de la famille de Tillière, qui fut construit probablement au XIIe siècle.
- Le château de Crevy qui date de 1730. D'une superficie de plus de 20 hectares, le domaine comprend une maison de maître flanquée d'une ferme et de ses dépendances.

### Personnalités liées à la commune
Parmi les personnalités de la commune :
- Nicolas Chastel, notaire, dont[34] :
  - François Chastel (1765-1847), natif, avocat, député au Conseil des Cinq-Cents (25 germinal an VI jusqu'à l'an VIII), juge au tribunal civil de Genève, puis sous l'Empire, receveur général du département du Léman[35],[36],[37] ;
  - Michel Chastel (1768-?), natif , frère du précédent, officier[37], capitaine des carabiniers allobroges en 1792, député de Foncenex à l'assemblée des Allobroges ;
  - Louis Pierre Aimé Chastel (1774-1826), natif, frère des précédents, général français[36],[38] ;
- François Daviet de Foncenex (1734, v. 1798), mathématicien et militaire

### Héraldique
| Armes de Veigy-Foncenex | Les armes de Veigy-Foncenex se blasonnent ainsi : De gueules au chevron d'or accompagné en chef de deux croissants du mème et en pointe d'une tête de maure tortllée d'argent. On sait très peu de chose sur ce blason. |